# Deuteroteri
El deuteroteri (Deuterotherium distichum) és una espècie extinta de litoptern de la família dels proterotèrids que visqué en l'Oligocè. Se n'han trobat restes fòssils a la província argentina de Chubut. Es tracta de l'única espècie del gènere Deuterotherium.